# Episodi di Chance (seconda stagione)
La seconda e ultima stagione della serie televisiva Chance, composta da 10 episodi, è stata pubblicata in prima visione negli Stati Uniti da Hulu dall'11 ottobre al 29 novembre 2017.
In Italia la stagione è stata interamente pubblicata il 7 febbraio 2018 su Infinity TV.
| nº | Titolo originale                           | Titolo italiano                             | Pubblicazione negli USA | Prima TV Italia |
| -- | ------------------------------------------ | ------------------------------------------- | ----------------------- | --------------- |
| 1  | Multitiaxal System                         | Sistema multiassiale                        | 11 ottobre 2017         | 7 febbraio 2018 |
| 2  | A Very Special Onion                       | Il mistero di Hynes                         | 11 ottobre 2017         | 7 febbraio 2018 |
| 3  | The Flitcraft Parable                      | Il caso o il destino                        | 11 ottobre 2017         | 7 febbraio 2018 |
| 4  | The Coping Mechanism                       | Il meccanismo di difesa                     | 18 ottobre 2017         | 7 febbraio 2018 |
| 5  | The Collected Works of William Shakespeare | La raccolta di opere di William Shakespeare | 25 ottobre 2017         | 7 febbraio 2018 |
| 6  | Treasures in Jars of Clay                  | Il percorso                                 | 1º novembre 2017        | 7 febbraio 2018 |
| 7  | Define Normal                              | Definisci normale                           | 8 novembre 2017         | 7 febbraio 2018 |
| 8  | An Infant, a Brute or a Wild Beast         | Un neonato, un bruto o una bestia           | 15 novembre 2017        | 7 febbraio 2018 |
| 9  | A Madness of Two                           | Il lato oscuro della mente                  | 22 novembre 2017        | 7 febbraio 2018 |
| 10 | Especially If You Run Away                 | Specialmente se scappi                      | 29 novembre 2017        | 7 febbraio 2018 |

## Sistema multiassiale
- Titolo originale: Multitiaxal System
- Diretto da: Jonas Pate
- Scritto da: Alexandra Cunningham e Kem Nunn

## Il mistero di Hynes
- Titolo originale: A Very Special Onion
- Diretto da: Roxann Dawson
- Scritto da: Peter Elkoff

## Il caso o il destino
- Titolo originale: The Flitcraft Parable
- Diretto da: Carl Franklin
- Scritto da: Alyson Evans e Steve Kornacki

## Il meccanismo di difesa
- Titolo originale: The Coping Mechanism
- Diretto da: Nelson McCormick
- Scritto da: Dave Flebotte

## La raccolta di opere di William Shakespeare
- Titolo originale: The Collected Works of William Shakespeare
- Diretto da: Jonas Pate
- Scritto da: Andrew Gettens e Lauren Mackenzie

### Trama
D. scopre che suo padre ha assoldato un'agenzia investigativa per rintracciarlo, mentre Chance va da Wynter che è sull'orlo di una crisi di nervi. Il milionario accusa il medico di averlo provocato all'inverosimile e dimostra di sapere che Chance ha incontrato sua madre. Chance gli confida che la donna è mentalmente instabile e che è convinta di aver ucciso il figlio da piccolo. Nicole intanto viene accettata come stagista nel reparto del padre. Hynes, D. e Chance cercano di scoprire online dei dettagli sull'adolescenza di Wynter, in particolare su omicidi irrisolti nella zona dove il ragazzo viveva. Scoprono così un certo Steve, il cui omicidio è insoluto; Hynes si reca dal poliziotto che aveva svolto le indagini e apprende che esiste del DNA sotto le unghie della vittima. Lo confrontano così con quello di Wynter, inutilmente. Quando tutto sembra in alto mare, Wynter chiama Chance per confessare i suoi omicidi.
- Guest star: RJ Mitte (paziente)

## Il percorso
- Titolo originale: Treasures in Jars of Clay
- Diretto da: Daniel Attias
- Scritto da: Ryan Parrott

### Trama
A casa di Ryan, Winter Chance riesce finalmente a strappargli la confessione sugli omicidi che il milionario ha commesso negli anni, ma deve fare i conti con la misteriosa Lyndsay Hamilton, l'assistente di Wynter, che lo allontana minacciando di chiamare la polizia. Chance si ritrova pertanto al punto di partenza, con la conferma dei suoi sospetti ma nessuna prova tangibile a supporto. Nel frattempo, D. si reca di soppiatto a casa del padre con l'intenzione di ucciderlo, ma alla fine l'uomo, terrorizzato dalla sua presenza, rinuncia a perseguire il figlio. Anche se estromesso dalla polizia, Hynes continua l'indagine tramite Frank Lambert, un suo amico procuratore distrettuale. Anche Nicole continua ad aver problemi sociali: dopo aver assistito al furto di un cane di un senzatetto da parte di una ricca coppia, incapace di accettare il sopruso, si reca a casa della coppia, entra dalla finestra e riporta l'animale al proprietario, ma poco dopo viene arrestata per la precedente aggressione all'amica. Nel frattempo, mentre Hynes affronta la Hamilton, Chance e D. si recano a casa del milionario e lo rapiscono; Chance prova a convincerlo a confessare e Ryan sembra accettare. Nel cuore della notte Hynes viene chiamato da Frank Lambert che si trova a casa di Wynter: gli chiede di raggiungerlo perché l'uomo sta per confessare, ma giunto sul posto, Lambert uccide a bruciapelo l'ex collega.